# Persoonia
Persoonia är ett släkte av tvåhjärtbladiga växter. Persoonia ingår i familjen Proteaceae.

## Dottertaxa tillPersoonia, i alfabetisk ordning[1]
- Persoonia acerosa
- Persoonia acicularis
- Persoonia acuminata
- Persoonia amaliae
- Persoonia angustiflora
- Persoonia arborea
- Persoonia asperula
- Persoonia baeckeoides
- Persoonia bargoensis
- Persoonia biglandulosa
- Persoonia bowgada
- Persoonia brachystylis
- Persoonia brevifolia
- Persoonia brevirhachis
- Persoonia chamaepeuce
- Persoonia chamaepitys
- Persoonia chapmaniana
- Persoonia comata
- Persoonia confertifolia
- Persoonia conjuncta
- Persoonia cordifolia
- Persoonia coriacea
- Persoonia cornifolia
- Persoonia curvifolia
- Persoonia cuspidifera
- Persoonia cymbifolia
- Persoonia dillwynioides
- Persoonia elliptica
- Persoonia falcata
- Persoonia fastigiata
- Persoonia filiformis
- Persoonia flexifolia
- Persoonia glaucescens
- Persoonia graminea
- Persoonia gunnii
- Persoonia hakeaeformis
- Persoonia helix
- Persoonia hexagona
- Persoonia hindii
- Persoonia hirsuta
- Persoonia inconspicua
- Persoonia iogyna
- Persoonia isophylla
- Persoonia juniperina
- Persoonia kararae
- Persoonia katerae
- Persoonia laevis
- Persoonia lanceolata
- Persoonia laurina
- Persoonia laxa
- Persoonia leucopogon
- Persoonia linearis
- Persoonia longifolia
- Persoonia manotricha
- Persoonia marginata
- Persoonia micranthera
- Persoonia mollis
- Persoonia moscalii
- Persoonia muelleri
- Persoonia myrtilloides
- Persoonia nutans
- Persoonia oblongata
- Persoonia oleoides
- Persoonia oxycoccoides
- Persoonia papillosa
- Persoonia pauciflora
- Persoonia pentasticha
- Persoonia pertinax
- Persoonia pinifolia
- Persoonia procumbens
- Persoonia pungens
- Persoonia quinquenervis
- Persoonia rigida
- Persoonia rudis
- Persoonia rufa
- Persoonia rufiflora
- Persoonia saccata
- Persoonia salicina
- Persoonia saundersiana
- Persoonia scabra
- Persoonia sericea
- Persoonia silvatica
- Persoonia striata
- Persoonia stricta
- Persoonia subtilis
- Persoonia subvelutina
- Persoonia sulcata
- Persoonia tenuifolia
- Persoonia terminalis
- Persoonia trinervis
- Persoonia tropica
- Persoonia virgata
- Persoonia volcanica